# Beaufort West Local Municipality
Beaufort West (englisch Beaufort West Local Municipality, afrikaans Beaufort-Wes Plaaslike Munisipaliteit) ist eine Lokalgemeinde im Distrikt Central Karoo der südafrikanischen Provinz Westkap. Der Sitz der Gemeindeverwaltung befindet sich in Beaufort West. Bürgermeister ist Quinton Louw.
Die Gemeinde wurde 1818 gegründet und nach Henry Somerset, 5. Herzog von Beaufort Beaufort benannt. Somerset war der Vater von Lord Charles Henry Somerset, des Gouverneurs der Kapkolonie.

## Städte und Orte
| - Beaufort West - Die Laning - Essopville - Hillside - Hospital Hill - Merweville - Nelspoort | - New Town - Newlands - Nieuveld Park - Prince Valley - Rustdene - Sidesavrwa |

## Bevölkerung
Im Jahr 2011 hatte die Gemeinde 49.586 Einwohner auf einer Gesamtfläche von 16.330 km². Davon waren 73,3 % Coloured, 16,3 % schwarz und 9,2 % weiß. Gesprochen wurde zu 81,7 % Afrikaans, zu 10,4 % isiXhosa und zu 2,4 % Englisch.

## Sehenswürdigkeiten
- Karoo-Nationalpark